# Unvanquished
Unvanquished је бесплатна игра отвореног кода базирана на тимској игри у реалном времену са додатком пуцачине из првог лица и стратегијским начином игре. Нова верзија алфе излази сваке прве недеље почетком месеца.
Играчи се боре у ванземаљском или људском тиму са одговарајућим борбама прса у прса као и мноштвом конвенционалног балистичког наоружања. Циљ игре је да се уништи непријатељски тим и структуре које их "држе" у животу, као и да се обезбеди основа сопственог тима и експанзије које су одржаване. Играчи добијају средства за себе и свој тим путем "агресије".
Unvanquished прати свој начин игре из Tremulous, сада затвореној игри отвореног кода која је имала преко 3 милиона преузимања. Садашње играња и ресурси игре су под Creative Commons Attribution-ShareAlike 2.5 лиценцом док је daemon покретач под GPL.

## Развој
Unvanquished је развијена од стране волонтерског тима који нову алфу издају сваке прве недеље сваког месеца.
Развој је почео лета 2011. године, док је прва верзија алфе изашла 29. фебруара 2012. године
Развојни тим је састављен од људи из целог света, а састоји се од мешавине квалификованих "хобиста" и искусних професионалаца. Тим је такође отворен за нове чланове тима из заједнице и шире.

## Покретач
Daemon покретач је део OpenWolf покретача комбинован са карактеристикама осталих quake-деривата покретача као што су Xreal и ET-XreaL. Његов развој је сада одвија по "сопственом путу" од својих претходника .
У верзији 0.42 Unvanquished програмери успели су да одвоје код покретача игре из кода игре тако што су се удружили са програмерима Xonotic.

## Карактеристике

### Играње
- Навигација вештачке интелигенције са стаблом понашања
- Систем гласовног комуницирања

- Подршка за вишеструко полазно прављење изгледа мапе

### Рендирање
- Модерни GL3 способни renderer
- Побољшани Quake 3 нијансни систем:
  - Процедурална вертекс деформација
  - "Алфа" мапирање

- - "Specular" мапирање (боје и интензитет)
  - "Glow" мапирање

- - "Bump", нормално, и паралаксно мапирање
- Мноштво специјалних ефеката:
  - "Motion blur"
  - "Осветљење ивица" ("Rim lighting")
  - "Bloom"
  - "Топлотне измаглице" ("Heat haze")
  - "FXAA"
- Фонтови контура ("Outline fonts")
- Процедурално мешање анимација

### Повезивање
- Унутар игре - IRC клијент

- VoIP подршка
- Подршка за даљинску администрацију

### Остало
- Подршка локализације

- Базиране конзоле

- Прилагођени unv:// протокол који дозвољава покретање игре из веб претраживача или преко интернет линка[6]